# لگو ارباب حلقه‌ها (بازی ویدئویی)
«لگو ارباب حلقه‌ها» (انگلیسی: Lego The Lord of the Rings) یک بازی ویدئویی در سبک بازی اکشن-ماجراجویی
جهان باز است که توسط سرگرمی تعاملی برادران وارنر و در سال ۲۰۱۲ و در پلت‌فرم‌های نینتندو دی‌اس، وی، اکس‌باکس ۳۶۰، پلی‌استیشن ویتا، پلی‌استیشن ۳، مایکروسافت ویندوز، نینتندو ۳دی‌اس، مک‌اواس، و آی‌اواس منتشر شده‌است.